# Marcel Gobillot
Marcel René Gaspard Gobillot (ur. 3 stycznia 1900 w Paryżu, zm. 12 stycznia 1981 w Montreuil) – francuski kolarz szosowy, złoty medalista olimpijski.

## Kariera
Największy sukces w karierze Marcel Gobillot osiągał w 1920 roku, kiedy w drużynowej jeździe na czas Francuzi w składzie: Achille Souchard, Fernand Canteloube, Georges Detreille i Marcel Gobillot zwyciężyli podczas igrzysk olimpijskich w Antwerpii. Był to jedyny medal wywalczony przez Gobillota na międzynarodowej imprezie tej rangi. Na tych samych igrzyskach w rywalizacji indywidualnej zajął czternastą pozycję. Poza igrzyskami jego największy sukces to między innymi zwycięstwo w kryterium szosowym w Alençon w 1924 roku oraz drugie miejsca we francuskich wyścigach Paryż – Bourges w 1924 roku i Paryż – L’Aigle w 1927 roku. Nigdy jednak nie zdobył medalu na szosowych mistrzostwach świata.